# Nekrolog 1696
Nekrolog
◄◄
| ◄
| 1692
| 1693
| 1694
| 1695
| 1696 | 1697 | 1698 | 1699 | 1700 | ► | ►►
Weitere Ereignisse | Allgemeiner Nekrolog 1696
Die Beschreibung der verstorbenen Person sollte so kurz wie möglich gehalten sein und nur deren signifikante Tätigkeit(en) enthalten.
Neue Namen ggf. auch unter dem Geburts- und Sterbedatum, also etwa unter 1. Januar und im Geburts- und Sterbejahr (2024) eintragen (nur bei entsprechender großer Wichtigkeit). Für Beispiele siehe die schon vorhandenen Artikel.
Außerdem über die fünf zuletzt Verstorbenen, zu denen es einen ausreichend guten Artikel für eine Präsentation auf der Hauptseite gibt, nach der todesbedingten Überarbeitung der Artikel ggf. auch unter Wikipedia Diskussion:Hauptseite informieren und sie am besten auch in den anderen Wikipedia-Sprachversionen eintragen. Tipp: Regelmäßig bei news.google.de nach „ist tot“, „gestorben“ oder „verstorben“ suchen.
Wenn eine Person gestorben ist, gibt es viele Seiten zu dieser Person in der Wikipedia, die davon auch betroffen sind und entsprechend aktualisiert werden müssen. Beispiele: Namenübersichtsseite, Geburtsjahr, Geburtsort-Seiten und viele mehr.
Wie finde ich die betroffenen Seiten?
Im Suchfeld auf der linken Seite gibt man den Suchbegriff so ein: „Vorname Nachname“. Dann klickt man auf Volltext und alle Seiten mit entsprechendem Suchtext werden aufgerufen. Hier sieht man dann schnell, wo auch das Todesjahr Sinn macht oder sogar ein Teil des Artikels angepasst werden muss. Auch hilft das „Werkzeug“ auf der linken Seite sehr gut, um solche Seiten aufzufinden: „Links auf diese Seite“. Somit ist die Wikipedia wieder aktuell in allen Bereichen! Hinweis: bei Eintragung der Kategorie „Gestorben JAHR“ wird der Missbrauchsfilter 49 ausgelöst, was jedoch nicht schlimm ist. Siehe: Spezial:Missbrauchsfilter/49
Dies ist eine Liste von im Jahr 1696 verstorbenen bekannten Persönlichkeiten. Die Einträge erfolgen innerhalb der einzelnen Daten alphabetisch sortiert. Tiere sind im Nekrolog für Tiere zu finden.

## Januar
| Tag        | Name                   | Beruf, bekannt als                                               | Alter | Beleg |
| ---------- | ---------------------- | ---------------------------------------------------------------- | ----- | ----- |
| 07. Januar | Heinrich von Delwig    | schwedischer Generalleutnant und Oberkommandant von Hamburg      | 75    |       |
| 10. Januar | Filippo Baldinucci     | italienischer Maler, Kunsttheoretiker und Biograph von Künstlern | 70    |       |
| 10. Januar | Sebastian Schmidt      | deutscher lutherischer Theologe und Hebraist                     | 79    |       |
| 13. Januar | Giovanni Cosimo Bonomo | italienischer Mediziner                                          | 29    |       |
| 15. Januar | Bartholomäus Kilian    | deutscher Kupferstecher                                          | 65    |       |
| 16. Januar | Christoph von Rantzau  | holsteinischer Gutsbesitzer                                      |       |       |
| 21. Januar | Heinrich Lincke        | deutscher Rechtswissenschaftler und Hochschullehrer              | 53    |       |
| 22. Januar | Henning Witte          | deutsch-baltischer Pädagoge und Literaturhistoriker              | 61    |       |

## Februar
| Tag         | Name                     | Beruf, bekannt als                                                                                    | Alter | Beleg |
| ----------- | ------------------------ | --- | ----- | ----- |
| 01. Februar | Johann Peter von Burmann | Politiker und Weihbischof in Köln                                                                     |       |       |
| 07. Februar | Christian Alwart         | deutscher Musikpädagoge und Theologe                                                                  | 71    |       |
| 08. Februar | Iwan V.                  | Zar von Russland                                                                                      | 29    |       |
| 16. Februar | Friedrich von Dönhoff    | kurbrandenburgisch-preußischer Generalleutnant                                                        | 56    |       |
| 19. Februar | Giovanni Pietro Bellori  | italienischer Kunsttheoretiker, Kunsthistoriker                                                       | 83    |       |
| 20. Februar | Ambrosius Ferrethi       | italienisch-österreichischer kaiserlicher Hofsteinmetzmeister des Barock, Richter in Kaisersteinbruch |       |       |
| 24. Februar | Anna Margaretha Schmidt  | letztes Opfer der Hexenverfolgung in Olpe                                                             |       |       |
| 26. Februar | Johannes Zwinger         | Schweizer reformierter Pfarrer und Theologie-Professor                                                | 61    |       |

## März
| Tag      | Name                        | Beruf, bekannt als                                                | Alter | Beleg |
| -------- | --------------------------- | ----------------------------------------------------------------- | ----- | ----- |
| 05. März | Johann Christoph Schambogen | Jurist, Hochschullehrer und Rektor Karls-Universität Prag         |       |       |
| 14. März | Jean Domat                  | französischer Anwalt                                              | 70    |       |
| 25. März | Heinrich Casimir II.        | Reichsfürst von Nassau-Dietz, Vorfahre der Könige der Niederlande | 39    |       |
| 26. März | Johann Baptist Pozzo        | Architekt und Baumeister der Steiermark                           |       |       |

## April
| Tag       | Name                                          | Beruf, bekannt als                                     | Alter | Beleg |
| --------- | --------------------------------------------- | ------------------------------------------------------ | ----- | ----- |
| 02. April | Anton Franck                                  | Trompeter                                              |       |       |
| 14. April | Isaac de l’Ostal de Saint-Martin              | Sergeant-Major der Niederländischen Ostindien-Kompanie |       |       |
| 17. April | Marie de Rabutin-Chantal, Marquise de Sévigné | Marquise de Sévigné                                    | 70    |       |
| 21. April | Andrés de Sola                                | spanischer Komponist und Organist                      | 61    |       |
| 26. April | François Panetié                              | französischer Marineoffizier                           |       |       |
| 30. April | Robert Plot                                   | englischer Naturforscher und Hochschullehrer           | 55    |       |

## Mai
| Tag     | Name                                       | Beruf, bekannt als                                       | Alter | Beleg |
| ------- | ------------------------------------------ | -------------------------------------------------------- | ----- | ----- |
| 04. Mai | Johann Siricius                            | deutscher Jurist und Bürgermeister der Hansestadt Lübeck |       |       |
| 10. Mai | Jean de La Bruyère                         | französischer Schriftsteller                             | 50    |       |
| 12. Mai | Christoph von Bellinghausen                | Abt von Corvey (1678–1696)                               |       |       |
| 16. Mai | Maria Anna von Österreich                  | Gemahlin von Philipp IV. von Spanien                     | 61    |       |
| 17. Mai | Adalbert Heuffler von Rasen und Hohenbühel | salzburgischer Geistlicher                               | 64    |       |
| 20. Mai | Adam von Lebenwaldt                        | österreichischer Epigrammatiker und Lehrer der Medizin   | 71    |       |
| 23. Mai | Ehrenfried Amthor                          | höherer Verwaltungsbeamter im dänischen Heer             | 58    |       |
| 23. Mai | Ludwig Ludwig                              | deutscher Zisterzienserabt                               | 55    |       |
| 24. Mai | Albertine Agnes von Oranien-Nassau         | Fürstin von Nassau-Diez                                  | 62    |       |
| 26. Mai | Heinrich Schwemmer                         | deutscher Komponist                                      | 75    |       |
| 31. Mai | Peter Müller                               | deutscher Rechtswissenschaftler                          | 55    |       |

## Juni
| Tag      | Name                                      | Beruf, bekannt als                        | Alter | Beleg |
| -------- | ----------------------------------------- | ----------------------------------------- | ----- | ----- |
| 02. Juni | Christian August von Haxthausen           | sächsischer Hofmeister                    | 43    |       |
| 06. Juni | Vincenzo Albrici                          | italienischer Organist und Komponist      | 64    |       |
| 17. Juni | Johann III. Sobieski                      | König von Polen und Großfürst von Litauen | 66    |       |
| 29. Juni | Michel Lambert                            | französischer Sänger und Komponist        |       |       |
| 30. Juni | Friedrich Johann von Korff gen. Schmising | Geheimrat und Präsident der Hofkammer     |       |       |

## Juli
| Tag      | Name                                | Beruf, bekannt als                          | Alter | Beleg |
| -------- | ----------------------------------- | ------------------------------------------- | ----- | ----- |
| 16. Juli | Heinrich von Podewils               | französischer Feldmarschall                 | 81    |       |
| 25. Juli | Clamor Heinrich Abel                | deutscher Komponist, Violonist und Organist |       |       |
| 28. Juli | Charles Colbert, marquis de Croissy | französischer Diplomat und Außenminister    |       |       |

## August
| Tag        | Name                        | Beruf, bekannt als                                    | Alter | Beleg |
| ---------- | --------------------------- | ----------------------------------------------------- | ----- | ----- |
| 02. August | Robert Campbell of Glenlyon | schottischer Adliger und Offizier                     |       |       |
| 09. August | David Clauss der Ältere     | Scharfrichter in der Grafschaft Lippe                 |       |       |
| 27. August | Theodosius Lehmann          | deutscher Hofbeamter im Herzogtum Sachsen-Merseburg   | 55    |       |
| 28. August | Hans Adam von Schöning      | kurbrandenburgischer und kursächsischer Feldmarschall | 54    |       |

## September
| Tag           | Name                                 | Beruf, bekannt als                                                                                          | Alter | Beleg |
| ------------- | ------------------------------------ | --- | ----- | ----- |
| 01. September | Donat Johann Heißler von Heitersheim | österreichischer Feldmarschall der österreichischen Habsburger im Heiligen Römischen Reich                  |       |       |
| 03. September | Johann Siegmund Leister              | kursächsischer und königlich-polnischer Oberamtmann der Stadt Dresden                                       | 59    |       |
| 04. September | Celestino Sfondrati                  | Abt der Fürstabtei St. Gallen und Kardinal                                                                  | 52    |       |
| 09. September | Eleonore von Sachsen-Eisenach        | Prinzessin aus dem Hause Wettin, durch Heirat Markgräfin von Brandenburg-Ansbach und Kurfürstin von Sachsen | 34    |       |
| 10. September | Franz Xaver Trips                    | deutscher Pfarrer, Bibliothekar und Historiker                                                              | 66    |       |
| 16. September | Andreas Herold                       | deutscher Stück- und Glockengießer                                                                          | 73    |       |
| 16. September | Lambert Pietkin                      | belgischer Komponist                                                                                        | 83    |       |
| 17. September | Daniel Daniélis                      | Kapellmeister und Komponist aus dem Hochstift Lüttich                                                       |       |       |
| 18. September | Gabriel Wedderkop                    | deutscher evangelischer Geistlicher                                                                         | 52    |       |
| 21. September | Johann Adolph von Plettenberg        | kurkölnischer Kämmerer und Geheimrat                                                                        | 41    |       |
| 25. September | Joachim Kunkler                      | Schweizer Bürgermeister                                                                                     | 84    |       |
| 29. September | Íñigo Melchor Fernández de Velasco   | spanischer Heerführer und Staatsmann                                                                        | 67    |       |

## Oktober
| Tag         | Name                 | Beruf, bekannt als                 | Alter | Beleg |
| ----------- | -------------------- | ---------------------------------- | ----- | ----- |
| 10. Oktober | Johann von Goëss     | Bischof von Gurk (1675–1696)       |       |       |
| 19. Oktober | Gregório de Matos    | brasilianischer Lyriker und Jurist | 72    |       |
| 27. Oktober | Johann Gabriel Löbel | Glashüttenbesitzer und Hammerherr  | 61    |       |
| 31. Oktober | Christian Feyerabend | Bürgermeister von Königsberg       | 67    |       |

## November
| Tag          | Name                                    | Beruf, bekannt als                                         | Alter | Beleg |
| ------------ | --------------------------------------- | ---------------------------------------------------------- | ----- | ----- |
| 01. November | Bernhard Rosa                           | Abt des Zisterzienserklosters Grüssau                      | 72    |       |
| 02. November | Wolf Maximilian Laminger von Albenreuth | böhmischer Gutsherr und Unternehmer                        | 61    |       |
| 03. November | Heinrich Wenzeslaus Richter             | österreichischer Missionar                                 |       |       |
| 19. November | Johann Friedrich von Schlieben          | kurbrandenburger Generalmajor und Amtshauptmann von Tilsit |       |       |

## Dezember
| Tag          | Name                                    | Beruf, bekannt als                                                                       | Alter | Beleg |
| ------------ | --------------------------------------- | ---------------------------------------------------------------------------------------- | ----- | ----- |
| 04. Dezember | Meishō                                  | Tennō                                                                                    | 72    |       |
| 07. Dezember | Johann Georg Gettner                    | Theaterschauspieler, Theaterleiter                                                       |       |       |
| 10. Dezember | Johann Christoph Arnschwanger           | deutscher Kirchenliederdichter                                                           | 70    |       |
| 13. Dezember | Georg Matthäus Vischer                  | österreichischer Topograph, Kartograf und Geistlicher                                    | 68    |       |
| 15. Dezember | Hermann Westhoff                        | deutscher evangelisch-lutherischer Geistlicher, Hauptpastor an der Jakobikirche (Lübeck) | 61    |       |
| 22. Dezember | Sigmund Ignaz von Wolkenstein-Trostburg | Bischof von Chiemsee                                                                     |       |       |
| 27. Dezember | Johann Anton Kirchberger                | Schultheiss von Bern                                                                     |       |       |
| 27. Dezember | Jacob Lüdecke                           | Jurist, kurfürstlich brandenburgischer Amtmann zu Giebichenstein und Pfänner zu Halle    | 71    |       |
| 27. Dezember | Ambrosius Rhodius                       | deutscher Mediziner und Astrologe                                                        | 91    |       |
| 28. Dezember | Miguel de Molinos                       | spanischer geistlicher Autor                                                             | 68    |       |
| 31. Dezember | Samuel Annesley                         | puritanischer Pastor                                                                     |       |       |
| 31. Dezember | Heinrich Majus                          | deutscher Mediziner und Physiker                                                         | 64    |       |

## Datum unbekannt
| Matthias Black                      | Maler in Lübeck                                    |  |
| Charles Philippe Dieussart          | Architekt und Bildhauer, der in Deutschland wirkte |  |
| Franz von Eick                      | deutscher Jurist                                   |  |
| Artus Gouffier de Roannez           | Gouverneur des Poitou                              |  |
| Jean de la Vallée                   | schwedischer Architekt                             |  |
| Diego Maroto                        | Architekt, Dominikaner                             |  |
| Louise Moillon                      | französische Malerin                               |  |
| Wacław Potocki                      | polnischer Schriftsteller                          |  |
| Johann Preuß                        | deutscher sozinianischer Theologe und Prediger     |  |
| George Ramsay, 4. Earl of Dalhousie | schottischer Adeliger                              |  |
| Jean Richer                         | französischer Astronom                             |  |
| Jean-Baptiste de Rocoles            | französischer Historiker                           |  |
| Shi Lang                            | chinesischer Admiral                               |  |
| Tian Thala                          | König des laotischen Königreichs Lan Xang          |  |